# The Art of Amália
The Art of Amália ist ein Dokumentarfilm des portugiesischen Regisseurs Bruno de Almeida aus dem Jahr 1999. Er porträtiert die portugiesische Sängerin und Schauspielerin Amália Rodrigues. Die Ikone des Fados starb kurz vor Fertigstellung des Films.

## Handlung
Der Film beginnt mit einer Laudatio großer Anerkennung für Amália durch den Musiker David Byrne und zeichnet danach den Lebensweg der Sängerin und Schauspielerin von Geburt bis kurz vor ihrem Tod nach, anhand von Interviews mit ihr und einigen ihrer Weggefährten, unterlegt mit Archivaufnahmen und Szenen aus ihren Filmen und Konzertmitschnitten, teils bislang unveröffentlicht. Sie berichtet dabei persönlich von ihren Erlebnissen und Tiefpunkten, Freunde und Kollegen erzählen von ihren Beziehungen und Erfahrungen mit ihr, und in Konzertausschnitten und Fernsehauftritten sind ihre bekanntesten Lieder zu hören. So entsteht ein vielschichtiges Porträt der international erfolgreichen Künstlerin, das chronologisch ihren Werdegang zeigt und ein Verständnis ihrer Persönlichkeit vermittelt.

## Produktion und Rezeption
Der Regisseur drehte den Film 1998 und 1999 unter Mitwirkung von Amália Rodrigues persönlich, die jedoch noch vor Fertigstellung des Films starb. Der Film wurde von den Filmproduktionsgesellschaften VCT und Arco Films produziert. VCT ist die Film- und Fernsehproduktionsgesellschaft der traditionsreichen portugiesischen Schallplattenfirma Valentim de Carvalho.
Der Film feierte seine Premiere am 8. Dezember 2000 im Quad Cinema in New York.
The Art of Amália erschien erstmals am 1. Juli 2004 als DVD, in einem Papp-Schuber mit einer Bonus-DVD (mit Videoclips, Livemitschnitten aller Lieder des Films, Trailer, Diskografien und Literatur- und Internethinweisen) bei Emi/Valentim de Carvalho. Er wurde danach mehrfach im Fernsehen gezeigt, so am 6. Oktober 2020 und am 21. Juli 2021 auf RTP1, dem Hauptkanal der öffentlich-rechtlichen portugiesischen Sendeanstalt Rádio e Televisão de Portugal (RTP).